# ماتسوشیگه، توکوشیما
ماتسوشیگه، توکوشیما (به لاتین: Matsushige, Tokushima) یک منطقهٔ مسکونی در ژاپن است که در استان توکوشیما واقع شده‌است. ماتسوشیگه  ۱۴٬۷۹۷ نفر جمعیت دارد.